# 2004年夏季残疾人奥林匹克运动会墨西哥代表团
2004年夏季残疾人奥林匹克运动会墨西哥代表团是墨西哥派出的2004年夏季残疾人奥林匹克运动会代表团。获得14枚金牌、10枚银牌和10枚铜牌。